# Melicoccus espiritosantensis
Melicoccus espiritosantensis é uma espécie arbórea pertencente a família Sapindaceae registrada pela primeira vez no ano de 2003.

## Taxonomia

### Descrição
A espécie foi descrita pela primeira vez na revista Flora Neotropica publicação científica vinculada ao Jardim Botânico de Nova Iorque pelo botânico porto-riquenho Pedro Acevedo-Rodríguez.
Segundo o pesquisador a espécie arbórea apresenta de dezoito a vinte e seis metros de altura, monóica, com floração em agosto e frutificação em outubro, sendo um espécie original da Mata Atlântica.

## Conservação
A espécie faz parte da Lista Vermelha da União Internacional para a Conservação da Natureza e dos Recursos Naturais das espécies ameaçadas do estado do Espírito Santo, na região sudeste do Brasil.

## Distribuição
A Melicoccus espiritosantensis é uma espécie arbórea conhecida somente em dois locais que hoje são áreas protegidas, uma na Bahia e outra no Espírito Santo. Segundo dados do Centro Nacional de Conservação da Flora (CNCFlora), a estimativa de ocupação da espécie é inferior a 500km² classificando a espécie na categoria de perigo de extinção. Seus principais locais estão ameaçados pela perda de hábitat, estimada em 41,8% em Prado (BA) e 78,9% em Linhares (ES) em relação a vegetação da Mata Atlântica original.